# Regeringen Mowinckel I
Regeringen Mowinckel I var en norsk regering som tillträdde 25 juli 1924 och satt till juli 1926. Statsminister och utrikesminister var Johan Ludwig Mowinckel. Mowinckel följde Jørgen Løvlands tradition att statsministern också var utrikesminister, något han genomförde i alla sina tre regeringsperioder. Efter Mowinckel har ingen annan norsk statsminister gjort detta (2009).